# Di cốt Tabon
Di cốt Tabon hay Tabon Man đề cập đến di cốt được phát hiện trong hang Tabon ở Lipuun Point ở Quezon, Palawan, Philippines vào ngày 28/05/1962 bởi Tiến sĩ Robert B. Fox, một nhà nhân chủng học người Mỹ ở Bảo tàng quốc gia của Philippines. Những tàn tích, các mảnh vỡ hóa thạch xương sọ và xương hàm của ba cá thể, được cho là di cốt của con người sớm nhất được biết đến tại Philippines cho đến khi xương bàn chân từ di cốt Callao (hay Callao Man) được phát hiện vào năm 2007, và năm 2010 đã được định tuổi bằng dãy urani là 67 Ka (Kilo annum, ngàn năm trước).
Những phần di cốt Tabon được gọi chung là "Tabon Man" theo tên hang Tabon, trên bờ biển phía tây của Palawan. Hang Tabon dường như là nơi chế tạo công cụ thời kỳ đồ đá, với cả công cụ đá ghè và mảnh thải, đã được tìm thấy ở bốn tầng riêng biệt trong buồng chính. Tàn than còn lại từ ba lớp do nấu ăn đã được định tuổi bằng C14, cho ra tuổi tương ứng khoảng 9, 22 và 24 Ka.